# Marc Bertrán
Pour les articles homonymes, voir Bertrán et Vilanova.
Marc Bertrán Vilanova est un footballeur espagnol, né le 22 mai 1982 à Pobla de Segur. Il évolue comme arrière droit.

## Palmarès
Vierge